# Nomia ridleyi
Nomia ridleyi är en biart som beskrevs av Cockerell 1910. Nomia ridleyi ingår i släktet Nomia och familjen vägbin. Inga underarter finns listade i Catalogue of Life.